# Henriette Charasson
Henriette Charasson (Le Havre, 6 gennaio 1884 – Châteauroux, 24 dicembre 1972) è stata una scrittrice, poetessa, drammaturga e critica letteraria francese.

## Biografia
Nata a Le Havre nel 1884, durante la prima guerra mondiale si unì all'Action Française e cominciò a scrivere per La Croix e L'Action Française sotto lo pseudonimo di "Orion". In seguito sarebbe stata critica letteraria de La Dépêche tunisienne per venticinque anni. Si avvicino al cattolicesimo grazie alla lettura dell'opera di Charles Maurras e al matrimonio con il giornalista René Johannet nel 1920. Nel 1926, dopo che Pio XI condannò l'Action Française, lasciò il movimento.
Fu autrice di sei raccolte di poesia, dieci opere teatrali, sette saggi, un romanzo (Grigri, 1922) e due biografie, incentrate rispettivamente su Jules Tellier (1922) e Claire Ferchaud (1931). Per la sua attività letteraria ottenne il Prix Montyon (1921), tre Prix de l'Académie française (1929, 1935, 1942) e fu candidata al Premio Nobel per la letteratura dieci volte tra il 1938 e il 1957.